# Alia Marshall
Pour les articles homonymes, voir Marshall (homonymie).
Alia Marshall est une joueuse américaine de hockey sur gazon. Elle évolue au poste de défenseure au Oranje-Gotta Love it! et avec l'équipe nationale américaine.

## Biographie
- Naissance le 5 octobre 2000 à Rehoboth Beach.
- Élève à Northwestern College.

## Carrière
Elle a fait ses débuts avec l'équipe première en janvier 2022 à Santiago lors de la Coupe d'Amérique 2022.

## Palmarès
- : 3e à la Coupe d'Amérique U21 2021.